# Cantone di Pontault-Combault
Il Cantone di Pontault-Combault è una divisione amministrativa dell'arrondissement di Torcy.
A seguito della riforma complessiva dei cantoni del 2014 è passato da 1 a 3 comuni.

## Composizione
Prima della riforma del 2014 comprendeva il solo comune di Pontault-Combault.
Dal 2015 comprende i comuni di:
- Émerainville
- Pontault-Combault
- Roissy-en-Brie